# 남구 (울산광역시)
남구(南區)는 대한민국 울산광역시의 자치구이다. 태화강을 사이에 두고 북쪽으로 중구, 북구와 접하고 있으며 동쪽으로는 동구와 접하고, 남서쪽으로는 울주군으로 둘러싸여 있다. 울산광역시청 울산 남구청 청사의 소재지이기도 하다.

## 역사

### 구 설치 이전
신라시대에는 굴아화현의 일부였다. 굴아화현은 757년에 하곡현으로 개칭하였다가 940년에 우풍현, 동진현과 통폐합하여 흥례부가 되었다. 흥례부는 995년에 공화현으로 격하되었다가 1018년에 다시 울주로 승격하고, 1413년에 울산군이 되었다. 울산에 면이 설치되면서 남구 지역은 대대면(大垈面)이 되었다. 내대면(內大面)과 외대면(外大面)으로 분리되었다가 궁현면(弓峴面)으로 다시 합쳤고, 후에 대현면(大峴面)이 되었다. 고종 31년(1894년)에 여천천을 경계로 내현면(內峴面)과 외현면(外峴面)으로 분리되었고, 1911년에 외현면이 현북면(峴北面)과 현남면(峴南面)으로 분리되었다.
- 1914년 4월 1일 : 내현면은 상부면(중구 일부)과 통합하여 부내면(府內面)이 되고, 현북면과 현남면을 대현면(大峴面)으로 통합하였다.

| 개편 전                                                                               | 개편 후                   |
| ------------------------------------------------------------------------------------- | ------------------------- |
| 내현면 소정동(小亭洞), 봉월동(奉月洞), 월평동(月坪洞)                                 | 부내면 신정리(新亭里)     |
| 내현면 삼산동(三山洞), 신리(新里), 중리(中里)                                         | 부내면 삼산리(三山里)     |
| 내현면 곶지동(串旨洞)                                                                 | 부내면 달리(達里)         |
| 내현면 와와리(臥瓦里), 옥현동(玉峴洞), 상리동(上里洞), 격동(格洞), 갈현동(葛峴洞)     | 부내면 옥리(玉里)         |
| 현북면 야음동(也音洞), 도산동(途山洞)                                                 | 대현면 야음리(也音里)     |
| 현북면 선암리(仙岩里)                                                                 | 대현면 선암리(仙岩里)     |
| 현북면 상개동(上開洞), 명산동(明山洞), 개운동(開雲洞)                                 | 대현면 상개리(上開里)     |
| 현북면 여천동(呂川洞), 화곡동(花谷洞), 만수동(晩峀洞)                                 | 대현면 여천리(呂川里)     |
| 현북면 매호동(梅湖洞), 교암동(橋岩洞), 대일동(大日洞), 양죽동(楊竹洞)                 | 대현면 매암리(梅岩里)     |
| 현북면 구정동(九亭洞)                                                                 | 대현면 장생포리(長生浦里) |
| 현북면 부곡동(夫谷洞), 현남면 화장동(化庄洞)                                          | 대현면 부곡리(夫谷里)     |
| 현북면 고사동(古沙洞), 현남면 유곶동(有串洞)                                          | 대현면 고사리(古沙里)     |
| 현남면 황암동(黃岩洞), 성외동(城外洞), 천곡동(泉谷洞), 세죽동(細竹洞), 계곡동(溪谷洞) | 대현면 황성리(黃城里)     |
| 현남면 성암동(城岩洞)                                                                 | 대현면 성암리(城岩里)     |
| 현남면 용련동(用連洞), 반호동(半湖洞)                                                 | 대현면 용연리(龍淵里)     |
| 현남면 심포동(沈浦洞), 심해동(沈海洞)                                                 | 대현면 남화리(南化里)     |
| 현남면 용잠동(龍岑洞)                                                                 | 대현면 용잠리(龍岑里)     |
- 1917년 10월 1일 : 부내면을 울산면(蔚山面)으로 개칭하였다.
- 1931년 11월 1일 : 울산면이 울산읍(蔚山邑)으로 승격하였다.
- 1945년 4월 1일 : 대현면을 울산읍에 편입하여 대현출장소를 설치하였다.
- 1946년 1월 1일 : 대현출장소가 대현면으로 분리되었다. 면사무소는 장생포리에 두었다.
- 1952년 4월 25일 : 지방 선거가 시행되고 초대 울산읍의회·대현면의회가 개원하였다.
- 1961년 9월 1일 : 5·16 군사 정변으로 읍·면의회가 해산되었다.
- 1962년 6월 1일 : 울산군 울산읍·대현면이 신설 울산시에 편입되었다. 대현면은 장생포출장소가 되었고, 울산읍은 폐지되었다가 1963년 11월 1일 옛 울산읍 지역에 무거동, 두왕동 등을 편입하여 중앙출장소가 설치되었다.
- 1972년 10월 1일 : 울산시 53개 법정동을 31개 행정동으로 개편하면서 중앙출장소 관할 구역에 11개 행정동(남구 지역 4개 행정동)이, 장생포출장소 관할 구역에 9개 행정동이 설치되었다.[1]
- 1976년 4월 20일 : 중앙출장소와 장생포출장소가 폐지되었다.
- 1977년 11월 1일 : 신정동을 신정1동과 신정2동으로 분동하고, 용잠동을 장생포동에 편입하였다.
- 1979년 5월 1일 : 신정1동을 신정1동과 신정3동으로, 야음동을 야음1동과 야음2동으로 분동하였다.
- 1982년 9월 1일 : 신정2동을 신정2동과 신정4동으로 분동하였다.

### 구의 역사
- 1985년 7월 15일 : 울산시 구제 실시로 태화강 이남지역을 관할하는 남구가 설치되었다.(16동)
- 1985년 10월 15일 : 야음2동을 야음2동과 야음3동으로 분동하였다.(17동)
- 1992년 1월 20일 : 법정동간 경계조정으로 옥동 일부를 무거동에, 신정동 일부를 삼산동에, 달동 일부를 신정동에 편입하였다.
- 1992년 4월 30일 : 구청 소재지를 야음동 675-11번지(지금의 대현동 주민센터)에서 달동 1320-1번지(현위치)로 이전하였다.
- 1995년 3월 2일 : 신정3동을 신정3동과 신정5동으로 분동하고 무거동을 무거1동과 무거2동으로, 달동을 달동과 삼산동으로 각각 분동하였다.(20동)
- 1995년 5월 1일 : 부곡동과 황성동, 용연동을 통합하여 개운동으로 개편하고 여천동을 야음1동에, 매암동을 장생포동에 편입하였다.(16동)
- 1996년 1월 15일 : 울주군 범서면 굴화리 일부(신세대아파트)가 무거2동에 편입되었다.
- 1997년 5월 2일 : 울주군 범서면 굴화리 일부(굴화주공아파트)가 무거1동에 편입되었다.
- 1997년 7월 15일 : 울산시가 광역시로 승격되면서 자치구인 울산광역시 남구로 새롭게 출범하였다.
- 1998년 10월 17일 : 야음1동과 장생포동을 야음1장생포동으로 통폐합하고, 개운동을 선암동에 통합하였다.(14동)
- 2000년 1월 4일 : 법정동간 경계조정으로 옥동 일부를 무거2동에, 선암동 일부를 야음3동에, 여천동 일부를 삼산동에 편입하였다.
- 2000년 1월 4일 : 법정동간 경계조정으로 용연동 일부를 황성동에, 황성동 일부를 용연동에 편입하였다.
- 2002년 8월 30일 : 남구 무거동의 굴화2택지개발사업지구 내 아파트 지역[2]이 울주군 범서읍 굴화리로 편입되고 울주군 범서읍 굴화리의 공공시설용지 지역[3]이 남구 무거동으로 편입됨.[4]
- 2007년 2월 26일 : 무거1동을 삼호동으로, 무거2동을 무거동으로 개칭하고 야음1장생포동을 야음장생포동으로, 야음2동을 대현동으로, 야음3동을 수암동으로 개칭하였다.

## 지리
- 장생포

장생포고래 박물관

태화강

남구 장생포동이다. 과거 고래잡이로 유명했던 포구이다. 장생포 연안은 귀신고래가 많이 서식하는 바닷가라고 하여 울산 극경 회유 해면이라는 이름의 천연기념물로 지정되어 있으며, 또한 밍크고래, 참고래 등 다양한 고래 종이 다수 서식해온 것으로 알려져 있다. 그러나 한국인에게는 고래고기를 먹는 풍습이 없었고, 교통의 미비로 고래고기의 유통 역시 쉽지 않았기 때문에, 그들 스스로 고래잡이에 나서는 경우는 없었다. 한반도에서 고래잡이가 처음 시작된 것은 1848년 미국에 의해서이다.
장생포에서 고래잡이가 시작된 것은 1899년, 러시아의 태평양어업 주식회사에 의해서였다. 이 회사는 대한제국 정부로부터 포경 허가권을 양도받아 조업을 시작하였으며, 장생포를 고래 해체 작업장으로 이용하였다. 이 때부터 장생포는 포경의 전진기지로 조명받기 시작하였다.
1905년의 러일 전쟁 이후에 포경 허가권은 일본으로 넘어갔으며, 이후 일제강점기가 끝날 때까지 장생포의 고래잡이는 일본 포경선에 의하여 이루어지게 되었다. 특히 1915년에 한반도 각지의 포경기지가 정비되면서부터는, 장생포가 고래잡이의 중심항이 되었다. 이 때에 생산된 고래고기의 대부분은, 소비량이 많은 일본으로 수출되었다.
1945년 광복을 맞이하면서, 한반도의 고래잡이는 한국인들에 의하여 스스로 이루어지게 되었다. 한국인이 설립한 최초의 포경회사는, 일제 강점기 당시 포경선에서 조업을 한 경험이 있는 한국인 200여명이 출자하여 설립한 조선포경주식회사이다. 이 회사는 일제 강점기 당시에 이들 한국인 종업원들에 대한 체불임금과 퇴직금 몫으로, 일본수산주식회사로부터 목조 포경선 두 척을 양도받아 장생포를 중심으로 조업을 시작했다.
- 태화강

울산 서부지역 산지에서 발원하여 동쪽으로 흐르며, 울산만을 거쳐 동해로 이어진다. 울산의 지역문화는 전통적으로 태화강 유역을 중심으로 발전해왔기 때문에, 태화강은 울산을 상징하는 존재로 여겨진다. 중구 다운동과 남구 무거동을 잇는 삼호교에서 하구까지는 국가하천으로 지정되어 관리되고 있다.

## 정치·행정

### 국회의원
남구는 국회의원을 2명 선출한다. 현재 남구 갑 선거구의 국회의원은 초대·2대 민선 남구청장 이었던 이채익이고, 남구 을 선거구의 국회의원은 울산광역시장을 지낸 김기현이다.

### 광역의원
경상남도 울산시 남구에서는 경상남도의원 3명을 선출하였다. 울산시가 광역시로 승격한 이후에는 울산광역시의원 4명을 선출하다가 제5회 지방 선거부터 6명을 선출하고 있다.

## 행정 구역
울산 남구의 행정 구역은 19개의 법정동과 그것을 관리하는 14개의 행정동으로 구성되어 있다. 울산 남구의 면적은 72.69km2이며, 인구는 2020년 12월 31일을 기준으로 137,925세대(내국인), 320,064명(내국인)이다.

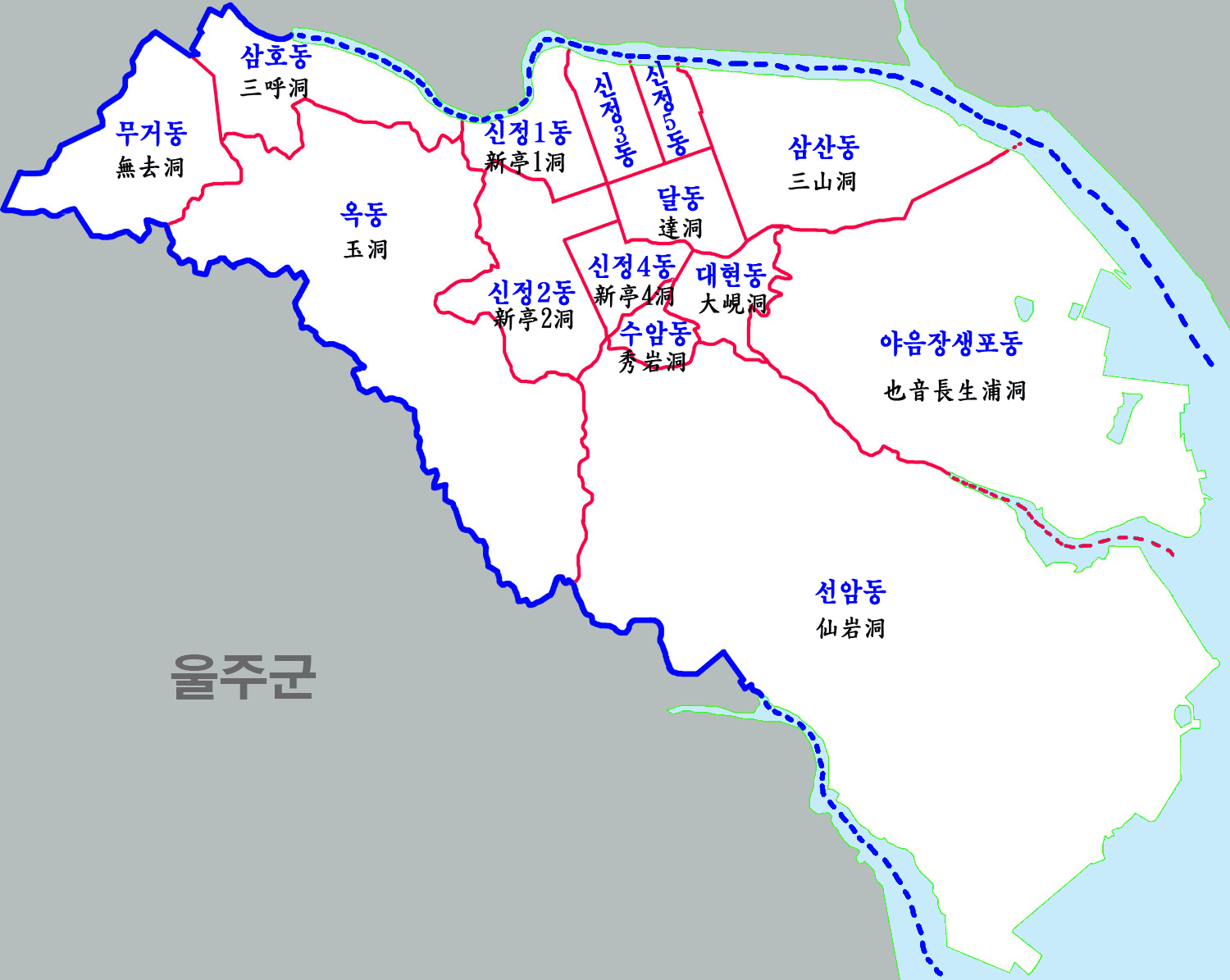
남구의 행정구역

| 행정동       | 한자         | 면적 (km2) | 세대    | 인구 (명) |
| ------------ | ------------ | ---------- | ------- | --------- |
| 신정1동      | 新亭1洞      | 1.80       | 9,895   | 19,117    |
| 신정2동      | 新亭2洞      | 2.67       | 9,661   | 24,772    |
| 신정3동      | 新亭3洞      | 1.12       | 7,514   | 16,361    |
| 신정4동      | 新亭4洞      | 0.81       | 8,560   | 21,448    |
| 신정5동      | 新亭5洞      | 0.60       | 4,613   | 8,855     |
| 달동         | 達洞         | 1.22       | 13,376  | 27,340    |
| 삼산동       | 三山洞       | 5.78       | 22,674  | 48,826    |
| 삼호동       | 三湖洞       | 2.42       | 9,253   | 20,841    |
| 무거동       | 無去洞       | 3.48       | 13,081  | 32,325    |
| 옥동         | 玉洞         | 11.23      | 9,824   | 26,716    |
| 야음장생포동 | 也音長生浦洞 | 13.20      | 6,014   | 11,386    |
| 대현동       | 大峴洞       | 1.08       | 11,415  | 30,503    |
| 수암동       | 峀岩洞       | 0.52       | 6,058   | 16,986    |
| 선암동       | 仙岩洞       | 26.76      | 5,987   | 14,588    |
| 남구         | 南區         | 72.69      | 137,925 | 320,064   |

## 인구
울산광역시 남구의 연도별 인구(내국인) 추이
| 연도   | 총인구    | 인구그래프 | 비고 |
| ------ | --------- | ---------- | ---- |
| 1985년 | 195,978명 |            |      |
| 1990년 | 256,151명 |            |      |
| 1995년 | 304,488명 |            |      |
| 2000년 | 323,761명 |            |      |
| 2005년 | 337,168명 |            |      |
| 2010년 | 332,617명 |            |      |
| 2015년 | 341,363명 |            |      |
| 2020년 | 320,064명 |            |      |

## 문화/관광
- 장생포고래박물관

옛 고래잡이 전진기지였던 장생포에 국내 유일의 고래박물관을 건립하여 1986년 포경이 금지된 이래 사라져가는 포경유물을 수집, 보존·전시하고 고래와 관련된 각종 정보를 제공함으로써 해양생태계 및 교육연구 체험공간을 제공하여 해양관광 자원으로 활용할 목적으로 2005년 5월 개관했다.
- 고래생태체험관
- 고래바다여행선
- 선암호수공원
- 태화강
- 울산대공원
- 문수국제양궁장
- 남산근린공원
- 울산문화공원
- 울산광역시문화예술회관

### 스포츠
- 울산문수축구경기장: 2001년 4월 28일에 개장했으며, 2002년 FIFA 월드컵과 2001년 FIFA 컨페더레이션스컵을 치렀다. 현재 K리그 클래식 울산 현대의 홈구장으로 사용되고 있다.[7]
- 울산문수야구장[8]: 2014년 3월 22일에 개장했다.

## 공공 기관
- 울산광역시청
- 울산지방법원
- 울산지방검찰청

## 교통

### 도로
울산고속도로의 종점이 무거동에 있고, 울산 나들목이 개설되어 있다. 무거동은 남구의 서쪽에 치우쳐저 있기 때문에 중부의 신정동, 달동, 삼산동 일대에서 부산방향으로 갈때는 울주군 청량면의 동해고속도로 청량 나들목이 가깝다.
국도 제31호선이 구의 중부를 지나면서 울주군 청량면과 중구로 연결되고, 국도 제7호선과 국도 제14호선의 중첩구간이 서부의 무거동을 지나면서 울주군 청량읍과 중구로 연결된다. 또한 국도 제24호선(울밀로)의 종점이 무거동에 있으며 울밀로는 울산광역시와 밀양시를 연결하는 도시고속도로 역할을 한다.

### 철도
울산 도심 철도가 이설되기 전까지 신정동에 동해남부선 남울산역, 달리역이 있었고, 달리역에서 분기한 울산선이 야음동의 야음역으로 연결되고, 야음역에서 울산항선과 장생포선이 분기하여 공단지역에 있는 울산항역과 장생포역으로 연결되었다. 남울산역은 임시승강장, 달리역은 신호장이었고 야음역, 울산항역, 장생포역은 화물역이다.
1992년 8월 20일에 울산 도심구간 철도가 이설되면서 중구 학성동에 있었던 태화강역(당시 울산역)이 삼산동으로 이전하고 상개동에 선암역이 신설되었다. 남울산역, 달리역, 야음역이 모두 폐지되고 울산항선과 장생포선은 태화강역으로 연결되었다.

## 교육 기관

### 대학교
- 울산대학교
- 울산과학대학교 서부캠퍼스

### 고등학교
| 남자일반계 | 대현고   | 신정고   | 울산제일고 | 학성고   |            |  |
| 여자일반계 | 삼일여고 | 성광여고 | 신선여고   | 울산여고 |            |  |
| 남녀일반계 | 무거고   | 문수고   | 삼산고     | 우신고   | 울산강남고 |  |
| 전문계     | 울산공고 | 울산여상 |            |          |            |  |

- 각종학교
  - 학성고등학교 부설 방송통신고등학교

## 자매 결연
| 지역 & 국가 | 도시           | 도시              |
| ----------- | -------------- | ----------------- |
| 대한민국    | 강원특별자치도 | 태백시(2013)      |
| 대한민국    | 경상남도       | 거창군(2011)      |
| 대한민국    | 경상북도       | 청도군(2011)      |
| 대한민국    | 서울특별시     | 서초구(1999)      |
| 대한민국    | 전라남도       | 보성군 (2015)     |
| 대한민국    | 충청북도       | 보은군(2012)      |
| 일본        | 홋카이도       | 아바시리시(2012)  |
| 미국        | 미시간주       | 디트로이트 (2008) |